# Ак-Булак (Базар-Коргонский район)
Ак-Булак (кирг. Ак-Булак) — село в Базар-Коргонском районе Джалал-Абадской области Кыргызстана. Входит в состав Кызыл-Ункюрского айылного аймака.

## География
Село расположено в юго-восточной части области, на правом берегу реки Кара-Ункюр, на расстоянии приблизительно 39 километров (по прямой) к северо-востоку от города Базар-Коргон, административного центра района. Абсолютная высота — 1260 метров над уровнем моря.

## Население
Согласно оценочным данным Национального статистического комитета Кыргызской Республики, численность населения села на начало 2023 года составляла 1878 человек.
| год     | 2009 | 2014 | 2015 | 2020 | 2021 | 2023 |
| ------- | ---- | ---- | ---- | ---- | ---- | ---- |
| человек | 1354 | 1430 | 1495 | 1766 | 1842 | 1878 |